# Chelonus tauricus
Chelonus tauricus är en stekelart som först beskrevs av Vladimir Ivanovich Tobias 1990.  Chelonus tauricus ingår i släktet Chelonus och familjen bracksteklar. Inga underarter finns listade i Catalogue of Life.